# Kinetoskias smitti
Kinetoskias smitti is een mosdiertjessoort uit de familie van de Bugulidae. De wetenschappelijke naam van de soort is voor het eerst geldig gepubliceerd in 1868 door Danielssen.